# Monteu da Po
Monteu da Po ist eine Gemeinde in der italienischen Metropolitanstadt Turin (TO), Region Piemont.

## Lage und Einwohner
Monteu da Po liegt 35 km nordöstlich von Turin zwischen den Hügeln des nördlichen Monferrato und verfügt über ein überwiegend hügeliges Gebiet. Zur Gemeinde gehören noch die Fraktionen (Frazioni) Fontananera, Mezzana, San Giovanni und San Rocco. Die Nachbargemeinden sind Verolengo, Brusasco, Lauriano und Cavagnolo. Das Gemeindegebiet umfasst eine Fläche von 7 km² und hat 838 Einwohner (Stand 31. Dezember 2023).

## Geschichte

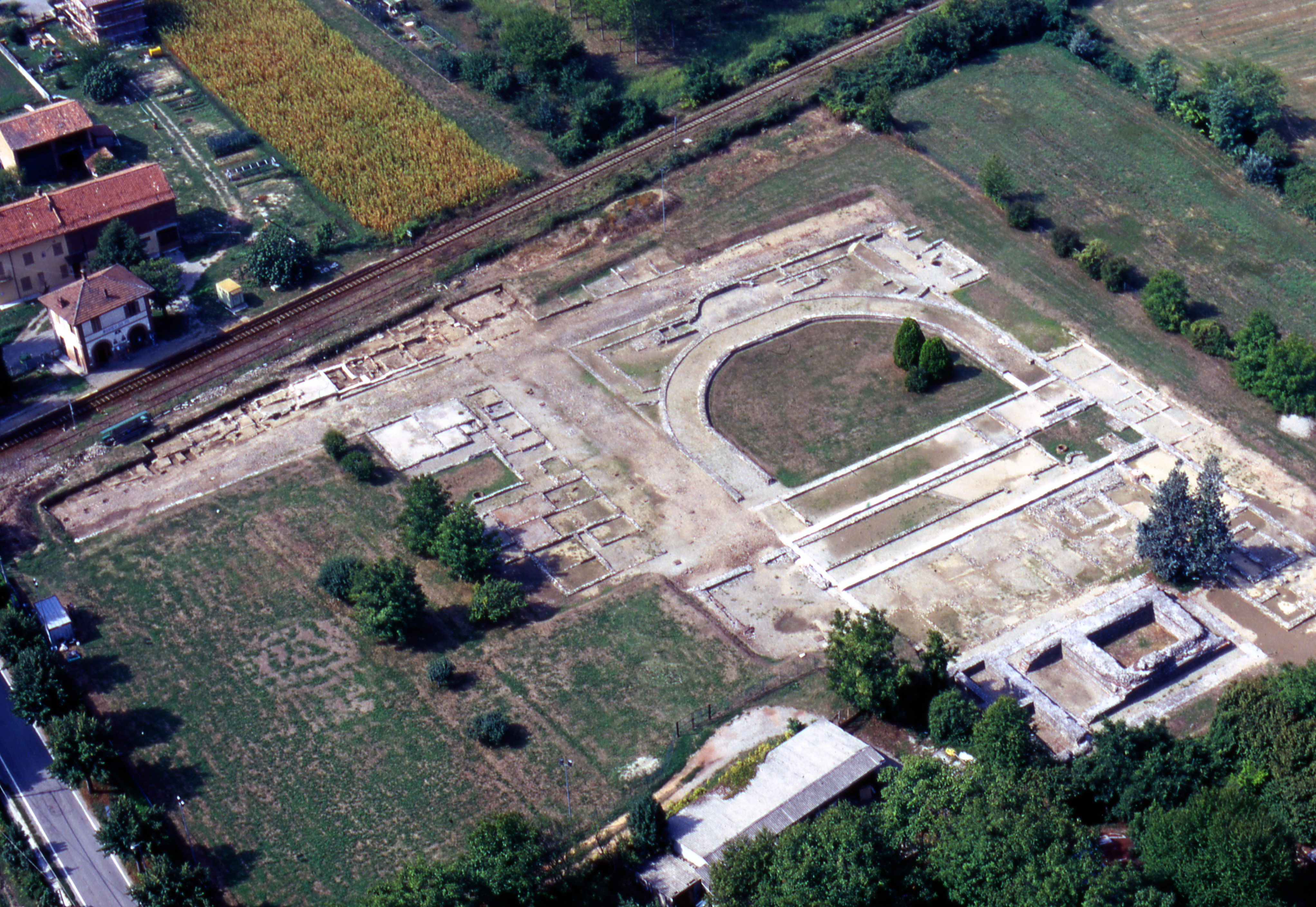
Reste der römischen Siedlung

In der Antike war Monteu da Po zunächst eine Siedlung der Ligurer und hieß Bodincomagus (von Bodincus „bodenlos“), dem ligurischen Namen des Po. In römischer Zeit entstand daraus die blühende Kolonie Industria, deren wirtschaftliche Bedeutung vor allem auf ihrer Lage an der Straße von Augusta Taurinorum nach Vardagate beruhte. Bei Ausgrabungen wurden Reste eines Turms, eines Isisheiligtums sowie wertvolle Bronzefiguren und zahlreiche Inschriften gefunden. Nur ein Zehntel der Siedlung wurden ausgegraben und die wertvollen Fundstücke werden in Turin aufbewahrt. Nahe der Mündung der Dora Baltea in den Po gelegen, verfügte es über einen Hafen am Fluss. Im Jahr 2011 wurden neue Ausgrabungen und eine Restaurierung des freigelegten Bereichs durchgeführt.
Der heutige Name Monteu leitet sich vom lateinischen mons acutus „Steiler Berg“ her ab. Im 4. Jahrhundert scheint die Siedlung verlassen worden zu sein. 